# Jacob Krum
Jacob Krum (auch Jacob Krom; * unbekannt; † 17. Mai 1527 in St. Gallen) war ein Bürgermeister von St. Gallen (Schweiz).

## Leben
Krum war der Sohn von Ulrich Krum, Mitglied der Notensteiner Gesellschaft, und dessen zweiter Ehefrau Sybilla, Tochter von Heinrich von Landenberg.
In der Zeit von 1500 bis 1509 war er als Ratsherr und von 1509 bis 1527 im Wechsel mit Caspar Schlumpf (gewählt 1510), Kaspar von Fahnbühl (gewählt 1514), Othmar Appenzeller (gewählt 1524), Christian Studer (gewählt 1525) und Joachim Vadian (gewählt 1526) im Dreijahresturnus als Amtsbürgermeister, Altbürgermeister und Reichsvogt tätig. Er war in den Jahren des Übergangs der Stadt St. Gallen zur Reformation Bürgermeister und behinderte die ab 1522 aufbrechende Reformationsbewegung nicht.
1519 nahm er als Trauzeuge an der Hochzeit von Joachim Vadian und Martha Grebel teil.
Jacob Krum war seit 1485 mit Ursula, Tochter des Conrad Endgasser (1415–1496), Mitglied der Gesellschaft der Notensteiner, verheiratet.